# 9–11 High Street (Inverness)

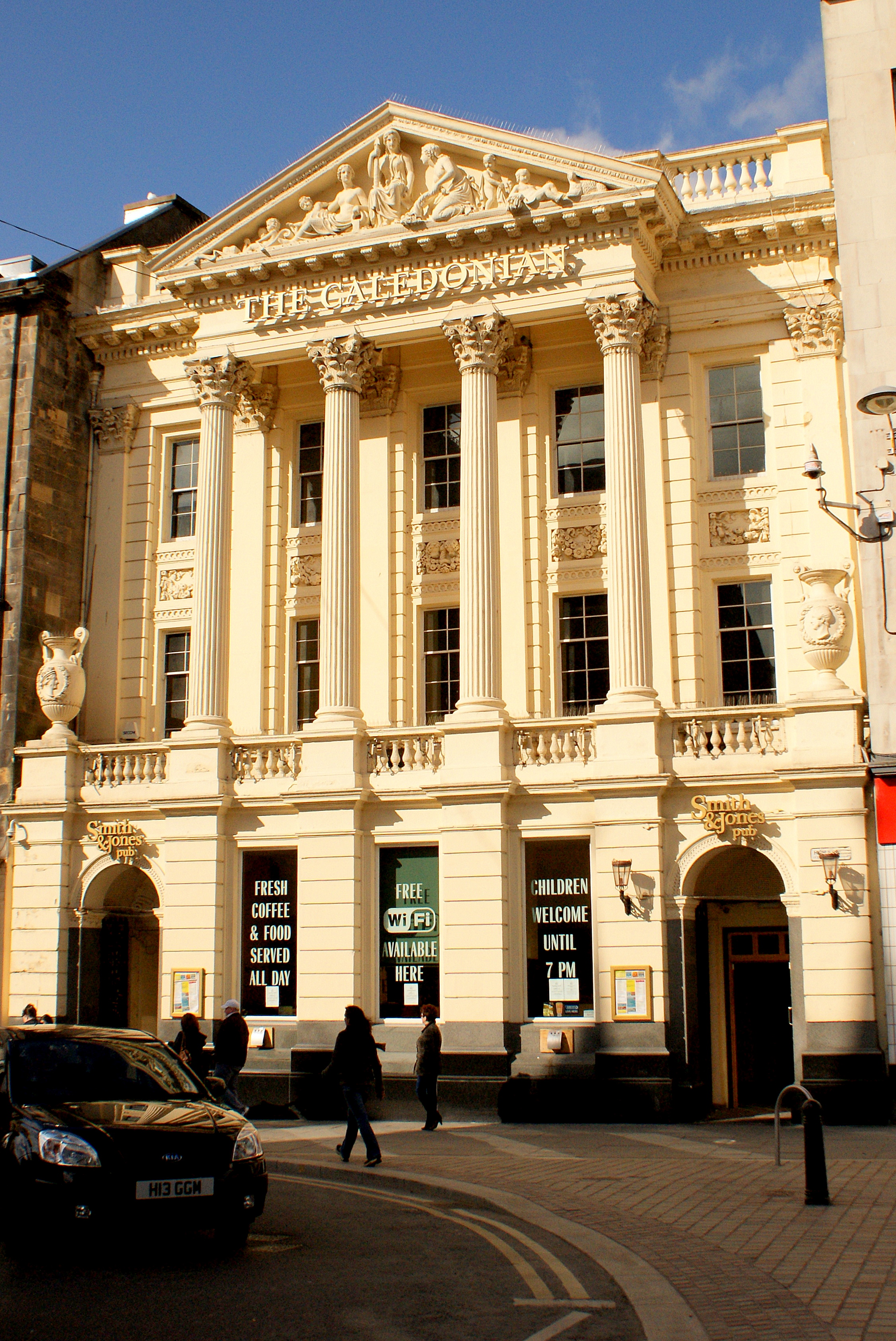
9–11 High Street

Unter der Adresse 9–11 High Street in der schottischen Stadt Inverness in der Council Area Highland befindet sich ein Geschäftsgebäude. 1971 wurde das Bauwerk in die schottischen Denkmallisten in der höchsten Denkmalkategorie A aufgenommen.

## Geschichte
Das Gebäude an der High Street im Zentrum von Inverness wurde 1847 nach einem Entwurf des schottischen Architekturbüros Mackenzie & Matthews errichtet. Bauherr war die Caledonian Bank, als deren Hauptsitz das Gebäude diente. Alexander Ross überarbeitete das Gebäude zu einem nicht dokumentierten Zeitpunkt. Mit der Überarbeitung des Innenraums wurde das Büro Carruthers, Ballantyne & Taylor betraut. Mit der Fusion der Caledonian Bank mit der Bank of Scotland im Jahre 1907 ging das Gebäude an diese über.

## Beschreibung
Das Gebäude steht gegenüber dem Inverness Town House und nahe dem Town Steeple sowie Inverness Castle an der Einmündung der Castle Street. Das dreigeschossige Gebäude ist klassizistisch ausgestaltet. Sein rustiziertes Mauerwerk ist aus Steinquadern aufgemauert. Die südostexponierte Hauptfassade ist fünf Achsen weit. Auf den äußeren Achsen der vorspringenden Basis sind rundbogige Portale eingelassen, welche durch schmiedeeiserne Tore verschließbar sind. Die ornamentierten Bögen sind mit Kämpfergesimsen und stilisierten Schlusssteinen ausgeführt. Oberhalb des Stockwerkgesimses ist eine Balustrade geführt, auf deren äußeren Achsen Vasen mit den skulpturierten Konterfeien von Königin Viktoria und ihrem Gemahl Albert von Sachsen-Coburg und Gotha installiert sind. Die Postamente kolossaler korinthischer Säulen durchbrechen die Balustrade auf den Zentralachsen. Diese tragen ein Gebälk mit Dreiecksgiebel mit skulptural ornamentiertem Tympanum aus der Hand des Skulpteurs Alexander Handyside Ritchie. Korinthische Pilaster gliedern die rückversetzte Fassade der Obergeschosse vertikal.